# Französische Liga für Menschenrechte
Die Französische Liga zur Verteidigung der Menschen- und Bürgerrechte, französisch Ligue française pour la défense des droits de l’homme et du citoyen, kurz: Ligue des droits de l’homme (LDH), wurde 1898 in Paris mit dem Ziel gegründet, die Wiederaufnahme des Dreyfus-Prozesses zu erzwingen. Sie betonte insbesondere, dass seit 1791 allen französischen Bürgern die gleichen Rechte zustünden, unabhängig von ihrer Religionszugehörigkeit.
Zu den Gründern gehörte Ludovic Trarieux, der von 1898 bis 1904 Präsident war.
Unter ihrem Einfluss nannte sich der deutsche Bund Neues Vaterland im Jahre 1922 um in Deutsche Liga für Menschenrechte.
Die Französische Liga initiierte 1922 die Gründung des ersten internationalen Dachverbandes der Menschenrechtsbewegung, der Fédération internationale des ligues des droits de l’Homme.